# Gawriił Goriełkin
Gawriił Siemionowicz Goriełkin (ros. Гавриил Семёнович Горелкин, ur. 1902 we wsi Żukowka w guberni orłowskiej, zm. 1963 w Mołdawskiej SRR) – funkcjonariusz radzieckich organów bezpieczeństwa, pułkownik, szef Zarządu NKWD/NKGB w obwodzie penzeńskim (1939–1943) i obwodzie kurgańskim (1943–1944).

## Życiorys
Od maja 1924 do listopada 1925 w Armii Czerwonej, od grudnia 1925 do stycznia 1930 pracownik transportu kolejowego, od 1927 w WKP(b). Od lipca 1930 do 1931 słuchacz Centralnej Szkoły Głównego Zarządu Bezpieczeństwa Państwowego, następnie pracownik miejskiego oddziału Głównego Zarządu Bezpieczeństwa Państwowego w Briańsku, od września 1931 do 1938 p.o. pełnomocnika i pełnomocnik Oddziału I Tajnego Wydziału Politycznego Głównego Zarządu Bezpieczeństwa Państwowego, pełnomocnik operacyjny Oddziału II Tajnego Wydziału Politycznego, Oddziału IV Głównego Zarządu Bezpieczeństwa Państwowego, 8 grudnia 1935 mianowany porucznikiem bezpieczeństwa państwowego. Od 1938 do lutego 1939 pracownik Centralnego Archiwum NKWD ZSRR, od 23 lutego 1939 do 26 lutego 1941 szef Zarządu NKWD obwodu penzeńskiego, 7 marca 1939 mianowany kapitanem bezpieczeństwa państwowego. Od 26 lutego do 31 lipca 1941 szef Zarządu NKGB obwodu penzeńskiego, od 31 lipca 1941 do 20 stycznia 1943 ponownie szef Zarządu NKWD tego obwodu. Od 11 lutego 1943 podpułkownik, a od 7 kwietnia 1943 pułkownik. Od maja 1943 do 1944 szef Zarządu NKWD obwodu kurgańskiego, później funkcjonariusz NKWD, MBP i MSW w Mołdawskiej SRR.

## Odznaczenia
- Order Czerwonego Sztandaru
- Order Wojny Ojczyźnianej II klasy (31 maja 1945)
- Order Czerwonej Gwiazdy (dwukrotnie - 20 września 1943 i 15 stycznia 1945)
- Order „Znak Honoru” (26 kwietnia 1940)
- Odznaka „Honorowy Pracownik Czeki/GPU (XV)” (31 sierpnia 1938)

I 3 medale.